# Helvia cardinalis
Helvia cardinalis es una especie de mantis de la familia Hymenopodidae. Esta especie antiguamente se llamaba Parhymenopus davisoni, pero su nombre fue cambiado. Pertenece al género más próximo a Hymenopus.

## Distribución geográfica
Se encuentra en Malasia y en algunas islas de las Sonda, aun sin especificar cuales, del archipiélago malayo. 